# E.S.P.
E.S.P. es el decimoséptimo álbum de estudio de los Bee Gees, lanzado en el 21 de septiembre de 1987.  Mientras falló en pasar el Top 50 en Estados Unidos, tuvo una buena acogida en Europa, alcanzando el puesto #5 en el Reino Unido, #2 en Noruega y Austria, y el #1 en Alemania y Suiza.  Vendió 3 millones de copias alrededor del mundo.
El primer sencillo del álbum, «You Win Again», alcanzó el #1 en el Reino Unido, Suiza, Alemania, Austria, y Noruega.

## Lista de canciones
1. «E.S.P.» – 5:35
Fue lanzado como sencillo el mismo año del álbum, siendo puesto en el mercado y al aire después del exitoso sencillo "You Win Again", que fue un gran impacto en Europa, mas no en Estados Unidos.
E.S.P. contiene un fuerte contenido de rock y una atmósfera pop. La apertura de la canción es un coro a capela. Ésta fue editada y sacada para la versión de radio, y un fragmento de los versos de apertura fue puesta como el tema de cierre álbum , llamándose «E.S.P. (Vocal Reprise)» de 30 segundos de duración.
En 1990 y con el lanzamiento de la compilación Tales From The Brothers Gibb fue incluida la versión demo de «E.S.P.», la cual no contiene la apertura a capela y posee una atmósfera más oscura, además de tener menos duración.
2. «You Win Again» – 4:01
3. «Live or Die (Hold Me Like a Child)» – 4:42
4. «Giving up the Ghost» – 4:26
5. «The Longest Night» – 5:47
6. «This is Your Life» – 4:53
7. «Angela» – 4:56
8. «Overnight» – 4:21
Fue grabado en el estudio musical «Middle Ear studio» de Miami Beach, Estados Unidos. Fue lanzado dentro del álbum E.S.P. y como el lado B del sencillo «E.S.P.» en formato de disco de vinilo de 7".
El sencillo, lanzado después del exitoso «You Win Again» llegó a la posición nº 51 en el Reino Unido. Su posición más baja fue en Australia, donde obtuvo el lugar #89. Su entrada más exitosa en las listas fue en la República Checa, donde alcanzó el nº 8 en la lista.
9. «Crazy for Your Love» - 4:43
10. «Backtafunk» – 4:23
11. «E.S.P. (Vocal Reprise)» – 0:30
Todas las composiciones Barry, Robin y Maurice Gibb.

## Tabla de lugares en las listas musicales
| Lista (País)   | Posición más alta |
| -------------- | ----------------- |
| Alemania       | 1                 |
| Suiza          | 1                 |
| Noruega        | 2                 |
| Austria        | 2                 |
| Reino Unido    | 5                 |
| Países Bajos   | 6                 |
| Italia         | 13                |
| Suecia         | 25                |
| Australia      | 25                |
| Japón          | 26                |
| España         | 32                |
| Finlandia      | 39                |
| Nueva Zelanda  | 44                |
| Canadá         | 85                |
| Estados Unidos | 96                |

- Datos: Q971427